# Karin Holmström
Karin Holmström, född 2 januari 1978, är en svensk konstnär och författare till boken Fearless, konsten att leva kreativt  Hon har sålt sin konst både i Sverige och internationellt. Hon har även ställt upp i flera offentliga sammanhang på bland annat TV  , välgörenhetssammanhang  och podcasts   
2022 fick hon kulturstipendiet i sin hemkommun Salem 

## Biografi
Karin Holmström utbildade sig till civilekonom på Handelshögskolan i Stockholm. År 2002 besökte hon Sydafrika som utbytesstudent. I Kreugerparken i Sydafrika skedde hennes första möten med vilda afrikanska djur. År 2023 återvände hon till Afrika för ett konstprojekt med fotografen Jytte Fredholm Ferreira och välgörenhetsorganisationen Peace Parks Foundation . 
Karin Holmström förlorade sin pappa i cancer 2009, och efter det började hon måla mera och fördjupade sig i måleriet.

## Konst
Karin Holmströms konstverk består främst av färgstarka och abstrakta målningar i akryl. I de flesta målningarna finns djur och människor representerade. Hon säger att hon utforskar i sitt skapande, utforskar vad det är att vara människa, i vår omvärld. 
Karin Holmström kallar sitt konstnärliga uttryck för “figurativt abstrakt”.

## Engagemang
Holmström har engagerat sig i välgörenhetsprojekt som avser att skydda naturen, rädda utrotningshotade djur, hjälpa vår miljö och minska cancer. Åren 2016-2018 och 2022 deltog hon i The Perfect World Foundations välgörenhetsauktion där hon skänkt originalmålningar.
Holmström har ställt ut sin konst på separatutställningar och konstmässor i Sverige, London, Amsterdam, Paris, Milano, Bryssel och Hongkong. Hennes konst har även visats i TV programmet 'Malou efter tio' och hon har målat live på Nobel Nightcap.
Holmström hjälper även andra konstnärer. Karin Holmström har skrivit boken ”Fearless - konsten att leva kreativt” år 2020, där hon beskriver vägen till att leva i konstnärskapet. Boken har tryckts på både svenska och engelska.

## Verk

### Separatutställningar i urval
- 2017, 2019, 2023 – Galleri Melefors, Linköping [19]
- 2017, 2019, 2022, 2024 - Galleri Lorentzon, Stockholm [20]
- 2016, 2018, 2022 – Galleri Gustafsson, Trollhättan
- 2016 – Jäders kyrka, Eskilstuna

### Samlingsutställningar i urval
- 2015 – Carrousel du Louvre, Paris

### Utställningar i urval
- 2021 - Gamla Rådhuset med Helena Trovaj, Södertälje konstförening [21]
- 2019 Affordable Art Fair  (AAF) Milano
- 2018 - 2020, 2022 - 2023 - Antikmässan, galleri Melefors
- 2018 – AAF, Hong Kong, London, Amsterdam
- 2018, 2019m 2021, 2022, 2023, 2024 – FABRIKEN i Bästekille, Österlen [22] [23]
- 2016 - 2018, 2022 – The Perfect World Foundation
- 2015, 2017 - 2019, 2021, 2023 - Affordable Art Fair, Sthlm
- 2015 - 2016 – TV4 Malou efter tio
- 2014 - 2016, 2018, 2022 - Galleri Ulfsunda slott
- 2013 – Salems bibliotek
- 2012 - Galleri Zebra måndagsgruppen